# فريدريك هارتمان جراف
فريدريك هارتمان جراف (بالألمانية: Friedrich Hartmann Graf)‏ هو موزع وملحن ألماني، ولد في 23 أغسطس 1727 في رودولشتات في ألمانيا، وتوفي في 19 أغسطس 1795 في آوغسبورغ في ألمانيا.

## وصلات خارجية
- فريدريك هارتمان جراف على موقع ميوزك برينز (الإنجليزية)